# گوردون لام
گوردون لام (انگلیسی: Gordon Lam؛ زادهٔ ۲۱ سپتامبر ۱۹۶۷) با نام اصلی لام کا-تونگ یک هنرپیشه اهل هنگ کنگ است.
از فیلم‌ها یا برنامه‌های تلویزیونی که وی در آن نقش داشته است می‌توان به برادران، ییپ من، مثلث، جنگ سرد، پلیس‌های جن-ایکس، انتخابات و گنجشک اشاره کرد.